# Bemer Cyclassics 2022
La Bemer Cyclassics 2022 va ser la 25a edició de la cursa ciclista Bemer Cyclassics. Es va disputar el diumenge 21 d'agost de 2022 sobre un recorregut de 204,7, amb origen i final a Hamburg.
La victòria fou per l'austríac Marco Haller (Bora-Hansgrohe), que s'imposà en l'esprint als seus companys d'escapada. Wout van Aert (Team Jumbo-Visma) i Quinten Hermans (Intermarché-Wanty-Gobert Matériaux) completaren el podi.

## Equips participants
En la cursa hi prenen part 20 equips, els 18 UCI WorldTeams i 3 UCI ProTeams:
| WorldTeams (18)- AG2R Citroën Team - Astana Qazaqstan Team - Bahrain Victorious - Bora-Hansgrohe - Cofidis - EF Education-EasyPost - Groupama-FDJ - Ineos Grenadiers - Intermarché-Wanty-Gobert Matériaux - Israel-Premier Tech - Jumbo-Visma - Lotto-Soudal - Movistar Team - Quick-Step Alpha Vinyl - BikeExchange-Jayco - Team DSM - Trek-Segafredo - UAE Team Emirates ProTeams (3)- Alpecin-Deceuninck - Arkéa-Samsic - TotalEnergies |
| |

## Classificació final
| \| Classificació general \| Classificació general \| Classificació general \| Classificació general \| Classificació general \| \| Corredor \| Corredor \| Equip \| Temps \| \| \| --------------------- \| ---------------------- \| ---------------------------------- \| --------------------- \| --------------------- \| \| 1r \| Marco Haller \| Bora-Hansgrohe \| 4h 37' 23" \| \| \| 2n \| Wout van Aert \| Jumbo-Visma \| + 0" \| \| \| 3r \| Quinten Hermans \| Intermarché-Wanty-Gobert Matériaux \| + 0" \| \| \| 4t \| Jhonatan Narváez Prado \| Ineos Grenadiers \| + 0" \| \| \| 5è \| Patrick Konrad \| Bora-Hansgrohe \| + 4" \| \| \| 6è \| Jasper Philipsen \| Alpecin-Deceuninck \| + 10" \| \| \| 7è \| Phil Bauhaus \| Bahrain Victorious \| + 10" \| \| \| 8è \| Hugo Hofstetter \| Arkéa-Samsic \| + 10" \| \| \| 9è \| Max Kanter \| Movistar Team \| + 10" \| \| \| 10è \| Alexander Kristoff \| Intermarché-Wanty-Gobert Matériaux \| + 10" \| \| \| 11è \| Edvald Boasson Hagen \| TotalEnergies \| + 10" \| \| \| 12è \| Matteo Trentin \| UAE Team Emirates \| + 10" \| \| \| 13è \| Luka Mezgec \| BikeExchange-Jayco \| + 10" \| \| \| 14è \| Iván García Cortina \| Movistar Team \| + 10" \| \| \| 15è \| Axel Zingle \| Cofidis \| + 10" \| \| \| 16è \| Cristian Scaroni \| Astana Qazaqstan Team \| + 10" \| \| \| 17è \| Alberto Bettiol \| EF Education-EasyPost \| + 10" \| \| \| 18è \| Bram Welten \| Groupama-FDJ \| + 10" \| \| \| 19è \| Matis Louvel \| Arkéa-Samsic \| + 10" \| \| \| 20è \| Marijn van den Berg \| EF Education-EasyPost \| + 10" \| \| |                        |                                    |            |
| |                        |                                    |            |
| Fonts: ProCyclingStats Cycling Quotient Cycling Archives |                        |                                    |            |
| Classificació general |                        |                                    |            |
| Corredor | Corredor               | Equip                              | Temps      |
| 1r | Marco Haller           | Bora-Hansgrohe                     | 4h 37' 23" |
| 2n | Wout van Aert          | Jumbo-Visma                        | + 0"       |
| 3r | Quinten Hermans        | Intermarché-Wanty-Gobert Matériaux | + 0"       |
| 4t | Jhonatan Narváez Prado | Ineos Grenadiers                   | + 0"       |
| 5è | Patrick Konrad         | Bora-Hansgrohe                     | + 4"       |
| 6è | Jasper Philipsen       | Alpecin-Deceuninck                 | + 10"      |
| 7è | Phil Bauhaus           | Bahrain Victorious                 | + 10"      |
| 8è | Hugo Hofstetter        | Arkéa-Samsic                       | + 10"      |
| 9è | Max Kanter             | Movistar Team                      | + 10"      |
| 10è | Alexander Kristoff     | Intermarché-Wanty-Gobert Matériaux | + 10"      |
| 11è | Edvald Boasson Hagen   | TotalEnergies                      | + 10"      |
| 12è | Matteo Trentin         | UAE Team Emirates                  | + 10"      |
| 13è | Luka Mezgec            | BikeExchange-Jayco                 | + 10"      |
| 14è | Iván García Cortina    | Movistar Team                      | + 10"      |
| 15è | Axel Zingle            | Cofidis                            | + 10"      |
| 16è | Cristian Scaroni       | Astana Qazaqstan Team              | + 10"      |
| 17è | Alberto Bettiol        | EF Education-EasyPost              | + 10"      |
| 18è | Bram Welten            | Groupama-FDJ                       | + 10"      |
| 19è | Matis Louvel           | Arkéa-Samsic                       | + 10"      |
| 20è | Marijn van den Berg    | EF Education-EasyPost              | + 10"      |

## Llista de participants
| Quick-Step Alpha Vinyl QST | Quick-Step Alpha Vinyl QST    | Quick-Step Alpha Vinyl QST |
| -------------------------- | ----------------------------- | -------------------------- |
| Núm                        | Ciclista                      | Pos                        |
| 1                          | Fabio Jakobsen (NED) (ruta)   | 30è                        |
| 2                          | Davide Ballerini (ITA)        | 74è                        |
| 3                          | Florian Sénéchal (FRA) (ruta) | 22è                        |
| 4                          | Stijn Steels (BEL)            | 106è                       |
| 5                          | Yves Lampaert (BEL)           | 111è                       |
| 6                          | Bert Van Lerberghe (BEL)      | 99è                        |
| 7                          | Stan Van Tricht (BEL)         | 37è                        |

| AG2R Citroën Team ACT | AG2R Citroën Team ACT   | AG2R Citroën Team ACT |
| --------------------- | ----------------------- | --------------------- |
| Núm                   | Ciclista                | Pos                   |
| 11                    | Anthony Jullien (FRA)   | 118è                  |
| 12                    | Greg Van Avermaet (BEL) | 27è                   |
| 13                    | Lawrence Naesen (BEL)   | 96è                   |
| 14                    | Oliver Naesen (BEL)     | 80è                   |
| 15                    | Marc Sarreau (FRA)      | DNF                   |
| 16                    | Michael Schär (SUI)     | 50è                   |
| 17                    | Gijs Van Hoecke (BEL)   | DNF                   |

| Astana Qazaqstan Team AST | Astana Qazaqstan Team AST     | Astana Qazaqstan Team AST |
| ------------------------- | ----------------------------- | ------------------------- |
| Núm                       | Ciclista                      | Pos                       |
| 21                        | Leonardo Basso (ITA)          | 83è                       |
| 22                        | Manuele Boaro (ITA)           | 100è                      |
| 23                        | Dmitri Grúzdev (KAZ)          | 81è                       |
| 24                        | Ievgueni Guiditx (KAZ) (ruta) | 128è                      |
| 25                        | Davide Martinelli (ITA)       | 121è                      |
| 26                        | Antonio Nibali (ITA)          | 77è                       |
| 27                        | Cristian Scaroni (ITA)        | 16è                       |

| Bahrain Victorious TBV | Bahrain Victorious TBV       | Bahrain Victorious TBV |
| ---------------------- | ---------------------------- | ---------------------- |
| Núm                    | Ciclista                     | Pos                    |
| 31                     | Phil Bauhaus (GER)           | 7è                     |
| 32                     | Heinrich Haussler (AUS)      | 38è                    |
| 33                     | Jonathan Milan (ITA)         | 98è                    |
| 34                     | Jan Tratnik (SLO)            | 47è                    |
| 35                     | Kamil Gradek (POL)           | 107è                   |
| 36                     | Matevž Govekar (SLO)         | 119è                   |
| 37                     | Yukiya Arashiro (JPN) (ruta) | 59è                    |

| Bora-Hansgrohe BOH | Bora-Hansgrohe BOH       | Bora-Hansgrohe BOH |
| ------------------ | ------------------------ | ------------------ |
| Núm                | Ciclista                 | Pos                |
| 41                 | Shane Archbold (NZL)     | 110è               |
| 42                 | Patrick Gamper (AUT)     | 125è               |
| 43                 | Marco Haller (AUT)       | 1r                 |
| 44                 | Patrick Konrad (AUT)     | 5è                 |
| 45                 | Nils Politt (GER) (ruta) | 24è                |
| 46                 | Ide Schelling (NED)      | 56è                |
| 47                 | Lukas Pöstlberger (AUT)  | 122è               |

| Cofidis COF | Cofidis COF               | Cofidis COF |
| ----------- | ------------------------- | ----------- |
| Núm         | Ciclista                  | Pos         |
| 51          | Max Walscheid (GER)       | 71è         |
| 52          | Piet Allegaert (BEL)      | 113è        |
| 53          | Tom Bohli (SUI)           | 73è         |
| 54          | Wesley Kreder (NED)       | 112è        |
| 55          | Pierre-Luc Périchon (FRA) | 40è         |
| 56          | Kenneth Vanbilsen (BEL)   | 97è         |
| 57          | Axel Zingle (FRA)         | 15è         |

| EF Education-EasyPost EFE | EF Education-EasyPost EFE | EF Education-EasyPost EFE |
| ------------------------- | ------------------------- | ------------------------- |
| Núm                       | Ciclista                  | Pos                       |
| 61                        | Alberto Bettiol (ITA)     | 17è                       |
| 62                        | Stefan Bissegger (SUI)    | 44è                       |
| 63                        | Magnus Cort Nielsen (DEN) | 39è                       |
| 64                        | Jens Keukeleire (BEL)     | 62è                       |
| 65                        | Sebastian Langeveld (NED) | DNF                       |
| 66                        | Jonas Rutsch (GER)        | 52è                       |
| 67                        | Marijn van den Berg (NED) | 20è                       |

| Groupama-FDJ GFC | Groupama-FDJ GFC          | Groupama-FDJ GFC |
| ---------------- | ------------------------- | ---------------- |
| Núm              | Ciclista                  | Pos              |
| 71               | Arnaud Démare (FRA)       | DNF              |
| 72               | Jacopo Guarnieri (ITA)    | DNF              |
| 73               | Ignatas Konovalovas (LTU) | 64è              |
| 74               | Ramon Sinkeldam (NED)     | 76è              |
| 75               | Bram Welten (NED)         | 18è              |
| 76               | Clément Davy (FRA)        | 130è             |
| 77               | Lars van den Berg (NED)   | 102è             |

| Ineos Grenadiers IGD | Ineos Grenadiers IGD         | Ineos Grenadiers IGD |
| -------------------- | ---------------------------- | -------------------- |
| Núm                  | Ciclista                     | Pos                  |
| 81                   | Salvatore Puccio (ITA)       | 85è                  |
| 82                   | Kim Heiduk (GER)             | 36è                  |
| 83                   | Jhonatan Narváez Prado (ECU) | 4t                   |
| 84                   | Magnus Sheffield (USA)       | 34è                  |
| 85                   | Ben Swift (GBR)              | 94è                  |
| 86                   | Luke Rowe (GBR)              | 87è                  |
| 87                   | Elia Viviani (ITA)           | 25è                  |

| Intermarché-Wanty-Gobert Matériaux IWG | Intermarché-Wanty-Gobert Matériaux IWG | Intermarché-Wanty-Gobert Matériaux IWG |
| -------------------------------------- | -------------------------------------- | -------------------------------------- |
| Núm                                    | Ciclista                               | Pos                                    |
| 91                                     | Quinten Hermans (BEL)                  | 3r                                     |
| 92                                     | Alexander Kristoff (NOR)               | 10è                                    |
| 93                                     | Barnabás Peák (HUN)                    | 124è                                   |
| 94                                     | Adrien Petit (FRA)                     | 116è                                   |
| 95                                     | Taco van der Hoorn (NED)               | 117è                                   |
| 96                                     | Aimé De Gendt (BEL)                    | 63è                                    |
| 97                                     | Georg Zimmermann (GER)                 | 26è                                    |

| Israel-Premier Tech IPT | Israel-Premier Tech IPT | Israel-Premier Tech IPT |
| ----------------------- | ----------------------- | ----------------------- |
| Núm                     | Ciclista                | Pos                     |
| 101                     | James Piccoli (CAN)     | 68è                     |
| 102                     | Jenthe Biermans (BEL)   | 21è                     |
| 103                     | Reto Hollenstein (SUI)  | 51è                     |
| 104                     | Giacomo Nizzolo (ITA)   | 65è                     |
| 105                     | Tom Van Asbroeck (BEL)  | 43è                     |
| 106                     | Sep Vanmarcke (BEL)     | 101è                    |
| 107                     | Sebastian Berwick (AUS) | DNF                     |

| Jumbo-Visma TJV | Jumbo-Visma TJV            | Jumbo-Visma TJV |
| --------------- | -------------------------- | --------------- |
| Núm             | Ciclista                   | Pos             |
| 111             | Wout van Aert (BEL)        | 2n              |
| 112             | Pascal Eenkhoorn (NED)     | 120è            |
| 113             | Tosh Van der Sande (BEL)   | DNF             |
| 114             | Jos van Emden (NED)        | DNF             |
| 115             | Lennard Hofstede (NED)     | NP              |
| 116             | Nathan Van Hooydonck (BEL) | 57è             |
| 117             | Christophe Laporte (FRA)   | DNF             |

| Lotto-Soudal LTS | Lotto-Soudal LTS                         | Lotto-Soudal LTS |
| ---------------- | ---------------------------------------- | ---------------- |
| Núm              | Ciclista                                 | Pos              |
| 121              | Jasper De Buyst (BEL)                    | 90è              |
| 122              | Caleb Ewan (AUS)                         | 88è              |
| 123              | Frederik Frison (BEL)                    | 123è             |
| 124              | Reinardt Janse van Rensburg (RSA) (ruta) | 105è             |
| 125              | Brent Van Moer (BEL)                     | 28è              |
| 126              | Florian Vermeersch (BEL)                 | 129è             |
| 127              | Tim Wellens (BEL)                        | 86è              |

| Movistar Team MOV | Movistar Team MOV                  | Movistar Team MOV |
| ----------------- | ---------------------------------- | ----------------- |
| Núm               | Ciclista                           | Pos               |
| 131               | Gonzalo Serrano Rodríguez (ESP)    | 66è               |
| 132               | Iván García Cortina (ESP)          | 14è               |
| 133               | Juri Hollmann (GER)                | 49è               |
| 134               | Óscar Rodríguez Garaicoechea (ESP) | 67è               |
| 135               | Max Kanter (GER)                   | 9è                |
| 136               | Oier Lazkano López (ESP)           | 91è               |
| 137               | Vinicius Rangel Costa (BRA) (ruta) | 92è               |

| BikeExchange-Jayco BEX | BikeExchange-Jayco BEX      | BikeExchange-Jayco BEX |
| ---------------------- | --------------------------- | ---------------------- |
| Núm                    | Ciclista                    | Pos                    |
| 141                    | Jack Bauer (NZL)            | DNF                    |
| 142                    | Dylan Groenewegen (NED)     | 46è                    |
| 143                    | Amund Grøndahl Jansen (NOR) | DNF                    |
| 144                    | Jan Maas (NED)              | 48è                    |
| 145                    | Alexander Konychev (ITA)    | 75è                    |
| 146                    | Campbell Stewart (NZL)      | 95è                    |
| 147                    | Luka Mezgec (SLO)           | 13è                    |

| Team DSM DSM | Team DSM DSM          | Team DSM DSM |
| ------------ | --------------------- | ------------ |
| Núm          | Ciclista              | Pos          |
| 151          | Pavel Bittner (CZE)   | 61è          |
| 152          | Cees Bol (NED)        | 41è          |
| 153          | Romain Combaud (FRA)  | 55è          |
| 154          | Alberto Dainese (ITA) | 93è          |
| 155          | Nico Denz (GER)       | DNF          |
| 156          | Nils Eekhoff (NED)    | DNF          |
| 157          | Martijn Tusveld (NED) | 60è          |

| Trek-Segafredo TFS | Trek-Segafredo TFS           | Trek-Segafredo TFS |
| ------------------ | ---------------------------- | ------------------ |
| Núm                | Ciclista                     | Pos                |
| 161                | Marc Brustenga Masagué (ESP) | 127è               |
| 162                | Asbjørn Hellemose (DEN)      | 54è                |
| 163                | Markus Hoelgaard (NOR)       | 23è                |
| 164                | Jacopo Mosca (ITA)           | 84è                |
| 165                | Matteo Moschetti (ITA)       | 115è               |
| 166                | Edward Theuns (BEL)          | 109è               |
| 167                | Otto Vergaerde (BEL)         | 126è               |

| UAE Team Emirates UAD | UAE Team Emirates UAD         | UAE Team Emirates UAD |
| --------------------- | ----------------------------- | --------------------- |
| Núm                   | Ciclista                      | Pos                   |
| 171                   | Mikkel Bjerg (DEN)            | 33è                   |
| 172                   | Fernando Gaviria Rendón (COL) | DNF                   |
| 173                   | Ryan Gibbons (RSA)            | 29è                   |
| 174                   | Felix Groß (GER)              | 45è                   |
| 175                   | Davide Formolo (ITA)          | 79è                   |
| 176                   | Matteo Trentin (ITA)          | 12è                   |
| 177                   | Oliviero Troia (ITA)          | 35è                   |

| Alpecin-Deceuninck AFC | Alpecin-Deceuninck AFC      | Alpecin-Deceuninck AFC |
| ---------------------- | --------------------------- | ---------------------- |
| Núm                    | Ciclista                    | Pos                    |
| 181                    | Jasper Philipsen (BEL)      | 6è                     |
| 182                    | Maurice Ballerstedt (GER)   | DNF                    |
| 183                    | Tobias Bayer (AUT)          | 70è                    |
| 184                    | Kristian Sbaragli (ITA)     | 89è                    |
| 185                    | Edward Planckaert (BEL)     | 104è                   |
| 186                    | Fabio Van den Bossche (BEL) | 108è                   |
| 187                    | Julien Vermote (BEL)        | 69è                    |

| Arkéa-Samsic ARK | Arkéa-Samsic ARK        | Arkéa-Samsic ARK |
| ---------------- | ----------------------- | ---------------- |
| Núm              | Ciclista                | Pos              |
| 191              | Donavan Grondin (FRA)   | 32è              |
| 192              | Hugo Hofstetter (FRA)   | 8è               |
| 193              | Amaury Capiot (BEL)     | 42è              |
| 194              | Benjamin Declercq (BEL) | 58è              |
| 195              | Matis Louvel (FRA)      | 19è              |
| 196              | Markus Pajur (EST)      | 72è              |
| 197              | Christophe Noppe (BEL)  | 103è             |

| TotalEnergies TEN | TotalEnergies TEN          | TotalEnergies TEN |
| ----------------- | -------------------------- | ----------------- |
| Núm               | Ciclista                   | Pos               |
| 201               | Maciej Bodnar (POL)        |                   |
| 202               | Edvald Boasson Hagen (NOR) | 11è               |
| 203               | Fabien Doubey (FRA)        | 53è               |
| 204               | Lorrenzo Manzin (FRA)      | 82è               |
| 205               | Daniel Oss (ITA)           | 78è               |
| 206               | Juraj Sagan (SVK)          | 114è              |
| 207               | Peter Sagan (SVK) (ruta)   | 31è               |

| Quick-Step Alpha Vinyl QST | Quick-Step Alpha Vinyl QST    | Quick-Step Alpha Vinyl QST |
| -------------------------- | ----------------------------- | -------------------------- |
| Núm                        | Ciclista                      | Pos                        |
| 1                          | Fabio Jakobsen (NED) (ruta)   | 30è                        |
| 2                          | Davide Ballerini (ITA)        | 74è                        |
| 3                          | Florian Sénéchal (FRA) (ruta) | 22è                        |
| 4                          | Stijn Steels (BEL)            | 106è                       |
| 5                          | Yves Lampaert (BEL)           | 111è                       |
| 6                          | Bert Van Lerberghe (BEL)      | 99è                        |
| 7                          | Stan Van Tricht (BEL)         | 37è                        |

| AG2R Citroën Team ACT | AG2R Citroën Team ACT   | AG2R Citroën Team ACT |
| --------------------- | ----------------------- | --------------------- |
| Núm                   | Ciclista                | Pos                   |
| 11                    | Anthony Jullien (FRA)   | 118è                  |
| 12                    | Greg Van Avermaet (BEL) | 27è                   |
| 13                    | Lawrence Naesen (BEL)   | 96è                   |
| 14                    | Oliver Naesen (BEL)     | 80è                   |
| 15                    | Marc Sarreau (FRA)      | DNF                   |
| 16                    | Michael Schär (SUI)     | 50è                   |
| 17                    | Gijs Van Hoecke (BEL)   | DNF                   |

| Astana Qazaqstan Team AST | Astana Qazaqstan Team AST     | Astana Qazaqstan Team AST |
| ------------------------- | ----------------------------- | ------------------------- |
| Núm                       | Ciclista                      | Pos                       |
| 21                        | Leonardo Basso (ITA)          | 83è                       |
| 22                        | Manuele Boaro (ITA)           | 100è                      |
| 23                        | Dmitri Grúzdev (KAZ)          | 81è                       |
| 24                        | Ievgueni Guiditx (KAZ) (ruta) | 128è                      |
| 25                        | Davide Martinelli (ITA)       | 121è                      |
| 26                        | Antonio Nibali (ITA)          | 77è                       |
| 27                        | Cristian Scaroni (ITA)        | 16è                       |

| Bahrain Victorious TBV | Bahrain Victorious TBV       | Bahrain Victorious TBV |
| ---------------------- | ---------------------------- | ---------------------- |
| Núm                    | Ciclista                     | Pos                    |
| 31                     | Phil Bauhaus (GER)           | 7è                     |
| 32                     | Heinrich Haussler (AUS)      | 38è                    |
| 33                     | Jonathan Milan (ITA)         | 98è                    |
| 34                     | Jan Tratnik (SLO)            | 47è                    |
| 35                     | Kamil Gradek (POL)           | 107è                   |
| 36                     | Matevž Govekar (SLO)         | 119è                   |
| 37                     | Yukiya Arashiro (JPN) (ruta) | 59è                    |

| Bora-Hansgrohe BOH | Bora-Hansgrohe BOH       | Bora-Hansgrohe BOH |
| ------------------ | ------------------------ | ------------------ |
| Núm                | Ciclista                 | Pos                |
| 41                 | Shane Archbold (NZL)     | 110è               |
| 42                 | Patrick Gamper (AUT)     | 125è               |
| 43                 | Marco Haller (AUT)       | 1r                 |
| 44                 | Patrick Konrad (AUT)     | 5è                 |
| 45                 | Nils Politt (GER) (ruta) | 24è                |
| 46                 | Ide Schelling (NED)      | 56è                |
| 47                 | Lukas Pöstlberger (AUT)  | 122è               |

| Cofidis COF | Cofidis COF               | Cofidis COF |
| ----------- | ------------------------- | ----------- |
| Núm         | Ciclista                  | Pos         |
| 51          | Max Walscheid (GER)       | 71è         |
| 52          | Piet Allegaert (BEL)      | 113è        |
| 53          | Tom Bohli (SUI)           | 73è         |
| 54          | Wesley Kreder (NED)       | 112è        |
| 55          | Pierre-Luc Périchon (FRA) | 40è         |
| 56          | Kenneth Vanbilsen (BEL)   | 97è         |
| 57          | Axel Zingle (FRA)         | 15è         |

| EF Education-EasyPost EFE | EF Education-EasyPost EFE | EF Education-EasyPost EFE |
| ------------------------- | ------------------------- | ------------------------- |
| Núm                       | Ciclista                  | Pos                       |
| 61                        | Alberto Bettiol (ITA)     | 17è                       |
| 62                        | Stefan Bissegger (SUI)    | 44è                       |
| 63                        | Magnus Cort Nielsen (DEN) | 39è                       |
| 64                        | Jens Keukeleire (BEL)     | 62è                       |
| 65                        | Sebastian Langeveld (NED) | DNF                       |
| 66                        | Jonas Rutsch (GER)        | 52è                       |
| 67                        | Marijn van den Berg (NED) | 20è                       |

| Groupama-FDJ GFC | Groupama-FDJ GFC          | Groupama-FDJ GFC |
| ---------------- | ------------------------- | ---------------- |
| Núm              | Ciclista                  | Pos              |
| 71               | Arnaud Démare (FRA)       | DNF              |
| 72               | Jacopo Guarnieri (ITA)    | DNF              |
| 73               | Ignatas Konovalovas (LTU) | 64è              |
| 74               | Ramon Sinkeldam (NED)     | 76è              |
| 75               | Bram Welten (NED)         | 18è              |
| 76               | Clément Davy (FRA)        | 130è             |
| 77               | Lars van den Berg (NED)   | 102è             |

| Ineos Grenadiers IGD | Ineos Grenadiers IGD         | Ineos Grenadiers IGD |
| -------------------- | ---------------------------- | -------------------- |
| Núm                  | Ciclista                     | Pos                  |
| 81                   | Salvatore Puccio (ITA)       | 85è                  |
| 82                   | Kim Heiduk (GER)             | 36è                  |
| 83                   | Jhonatan Narváez Prado (ECU) | 4t                   |
| 84                   | Magnus Sheffield (USA)       | 34è                  |
| 85                   | Ben Swift (GBR)              | 94è                  |
| 86                   | Luke Rowe (GBR)              | 87è                  |
| 87                   | Elia Viviani (ITA)           | 25è                  |

| Intermarché-Wanty-Gobert Matériaux IWG | Intermarché-Wanty-Gobert Matériaux IWG | Intermarché-Wanty-Gobert Matériaux IWG |
| -------------------------------------- | -------------------------------------- | -------------------------------------- |
| Núm                                    | Ciclista                               | Pos                                    |
| 91                                     | Quinten Hermans (BEL)                  | 3r                                     |
| 92                                     | Alexander Kristoff (NOR)               | 10è                                    |
| 93                                     | Barnabás Peák (HUN)                    | 124è                                   |
| 94                                     | Adrien Petit (FRA)                     | 116è                                   |
| 95                                     | Taco van der Hoorn (NED)               | 117è                                   |
| 96                                     | Aimé De Gendt (BEL)                    | 63è                                    |
| 97                                     | Georg Zimmermann (GER)                 | 26è                                    |

| Israel-Premier Tech IPT | Israel-Premier Tech IPT | Israel-Premier Tech IPT |
| ----------------------- | ----------------------- | ----------------------- |
| Núm                     | Ciclista                | Pos                     |
| 101                     | James Piccoli (CAN)     | 68è                     |
| 102                     | Jenthe Biermans (BEL)   | 21è                     |
| 103                     | Reto Hollenstein (SUI)  | 51è                     |
| 104                     | Giacomo Nizzolo (ITA)   | 65è                     |
| 105                     | Tom Van Asbroeck (BEL)  | 43è                     |
| 106                     | Sep Vanmarcke (BEL)     | 101è                    |
| 107                     | Sebastian Berwick (AUS) | DNF                     |

| Jumbo-Visma TJV | Jumbo-Visma TJV            | Jumbo-Visma TJV |
| --------------- | -------------------------- | --------------- |
| Núm             | Ciclista                   | Pos             |
| 111             | Wout van Aert (BEL)        | 2n              |
| 112             | Pascal Eenkhoorn (NED)     | 120è            |
| 113             | Tosh Van der Sande (BEL)   | DNF             |
| 114             | Jos van Emden (NED)        | DNF             |
| 115             | Lennard Hofstede (NED)     | NP              |
| 116             | Nathan Van Hooydonck (BEL) | 57è             |
| 117             | Christophe Laporte (FRA)   | DNF             |

| Lotto-Soudal LTS | Lotto-Soudal LTS                         | Lotto-Soudal LTS |
| ---------------- | ---------------------------------------- | ---------------- |
| Núm              | Ciclista                                 | Pos              |
| 121              | Jasper De Buyst (BEL)                    | 90è              |
| 122              | Caleb Ewan (AUS)                         | 88è              |
| 123              | Frederik Frison (BEL)                    | 123è             |
| 124              | Reinardt Janse van Rensburg (RSA) (ruta) | 105è             |
| 125              | Brent Van Moer (BEL)                     | 28è              |
| 126              | Florian Vermeersch (BEL)                 | 129è             |
| 127              | Tim Wellens (BEL)                        | 86è              |

| Movistar Team MOV | Movistar Team MOV                  | Movistar Team MOV |
| ----------------- | ---------------------------------- | ----------------- |
| Núm               | Ciclista                           | Pos               |
| 131               | Gonzalo Serrano Rodríguez (ESP)    | 66è               |
| 132               | Iván García Cortina (ESP)          | 14è               |
| 133               | Juri Hollmann (GER)                | 49è               |
| 134               | Óscar Rodríguez Garaicoechea (ESP) | 67è               |
| 135               | Max Kanter (GER)                   | 9è                |
| 136               | Oier Lazkano López (ESP)           | 91è               |
| 137               | Vinicius Rangel Costa (BRA) (ruta) | 92è               |

| BikeExchange-Jayco BEX | BikeExchange-Jayco BEX      | BikeExchange-Jayco BEX |
| ---------------------- | --------------------------- | ---------------------- |
| Núm                    | Ciclista                    | Pos                    |
| 141                    | Jack Bauer (NZL)            | DNF                    |
| 142                    | Dylan Groenewegen (NED)     | 46è                    |
| 143                    | Amund Grøndahl Jansen (NOR) | DNF                    |
| 144                    | Jan Maas (NED)              | 48è                    |
| 145                    | Alexander Konychev (ITA)    | 75è                    |
| 146                    | Campbell Stewart (NZL)      | 95è                    |
| 147                    | Luka Mezgec (SLO)           | 13è                    |

| Team DSM DSM | Team DSM DSM          | Team DSM DSM |
| ------------ | --------------------- | ------------ |
| Núm          | Ciclista              | Pos          |
| 151          | Pavel Bittner (CZE)   | 61è          |
| 152          | Cees Bol (NED)        | 41è          |
| 153          | Romain Combaud (FRA)  | 55è          |
| 154          | Alberto Dainese (ITA) | 93è          |
| 155          | Nico Denz (GER)       | DNF          |
| 156          | Nils Eekhoff (NED)    | DNF          |
| 157          | Martijn Tusveld (NED) | 60è          |

| Trek-Segafredo TFS | Trek-Segafredo TFS           | Trek-Segafredo TFS |
| ------------------ | ---------------------------- | ------------------ |
| Núm                | Ciclista                     | Pos                |
| 161                | Marc Brustenga Masagué (ESP) | 127è               |
| 162                | Asbjørn Hellemose (DEN)      | 54è                |
| 163                | Markus Hoelgaard (NOR)       | 23è                |
| 164                | Jacopo Mosca (ITA)           | 84è                |
| 165                | Matteo Moschetti (ITA)       | 115è               |
| 166                | Edward Theuns (BEL)          | 109è               |
| 167                | Otto Vergaerde (BEL)         | 126è               |

| UAE Team Emirates UAD | UAE Team Emirates UAD         | UAE Team Emirates UAD |
| --------------------- | ----------------------------- | --------------------- |
| Núm                   | Ciclista                      | Pos                   |
| 171                   | Mikkel Bjerg (DEN)            | 33è                   |
| 172                   | Fernando Gaviria Rendón (COL) | DNF                   |
| 173                   | Ryan Gibbons (RSA)            | 29è                   |
| 174                   | Felix Groß (GER)              | 45è                   |
| 175                   | Davide Formolo (ITA)          | 79è                   |
| 176                   | Matteo Trentin (ITA)          | 12è                   |
| 177                   | Oliviero Troia (ITA)          | 35è                   |

| Alpecin-Deceuninck AFC | Alpecin-Deceuninck AFC      | Alpecin-Deceuninck AFC |
| ---------------------- | --------------------------- | ---------------------- |
| Núm                    | Ciclista                    | Pos                    |
| 181                    | Jasper Philipsen (BEL)      | 6è                     |
| 182                    | Maurice Ballerstedt (GER)   | DNF                    |
| 183                    | Tobias Bayer (AUT)          | 70è                    |
| 184                    | Kristian Sbaragli (ITA)     | 89è                    |
| 185                    | Edward Planckaert (BEL)     | 104è                   |
| 186                    | Fabio Van den Bossche (BEL) | 108è                   |
| 187                    | Julien Vermote (BEL)        | 69è                    |

| Arkéa-Samsic ARK | Arkéa-Samsic ARK        | Arkéa-Samsic ARK |
| ---------------- | ----------------------- | ---------------- |
| Núm              | Ciclista                | Pos              |
| 191              | Donavan Grondin (FRA)   | 32è              |
| 192              | Hugo Hofstetter (FRA)   | 8è               |
| 193              | Amaury Capiot (BEL)     | 42è              |
| 194              | Benjamin Declercq (BEL) | 58è              |
| 195              | Matis Louvel (FRA)      | 19è              |
| 196              | Markus Pajur (EST)      | 72è              |
| 197              | Christophe Noppe (BEL)  | 103è             |

| TotalEnergies TEN | TotalEnergies TEN          | TotalEnergies TEN |
| ----------------- | -------------------------- | ----------------- |
| Núm               | Ciclista                   | Pos               |
| 201               | Maciej Bodnar (POL)        |                   |
| 202               | Edvald Boasson Hagen (NOR) | 11è               |
| 203               | Fabien Doubey (FRA)        | 53è               |
| 204               | Lorrenzo Manzin (FRA)      | 82è               |
| 205               | Daniel Oss (ITA)           | 78è               |
| 206               | Juraj Sagan (SVK)          | 114è              |
| 207               | Peter Sagan (SVK) (ruta)   | 31è               |